# Clan
Pour les articles homonymes, voir Clan (homonymie).
 (août 2024).

Blason du clan MacDonnell d'Antrim.

Un clan est un ensemble de familles associées par une parenté réelle ou fictive, fondée sur l'idée de descendance d'un ancêtre commun, qui, lui-même, peut être réel, imaginaire ou mythologique.
Ce mot d'origine écossaise (de clannad signifiant famille) a été choisi comme concept générique par les ethnologues, pour désigner tous les systèmes politiques fondés sur des familles élargies stables. Il est l'équivalent du mot français gent (du latin gens-gentis) qui désigne les familles patriciennes de la Rome antique et des républiques italiennes (comme celle de Gênes). Même si leur filiation exacte n'est pas connue, tous les membres d'un clan connaissent cette origine qui prend un caractère mythique. Des individus ou des familles étrangères peuvent être adoptés par un clan qui leur donne ses ancêtres, on parle alors d'affiliation ou d'agrégation.
Lorsque cet ancêtre est représenté mythiquement ou symboliquement par un animal, les ethnologues parlent de totémisme.
Selon le pays, les clans peuvent être des regroupements très formels, ayant une personnalité juridique, un patrimoine et des institutions politiques qui varient d'une civilisation à l'autre, et obéissant à des règles précises : chef, conseils, assemblées, fêtes, coutumes, symboles, sanctions, etc.
L'appartenance à un clan peut se traduire par des droits et des obligations de solidarité envers les autres membres du groupe, en particulier l'assistance et la vengeance.
Un clan peut être considéré comme un sous-groupe d'une tribu, qui elle-même est un sous-groupe d'une ethnie, à son tour (avec, ou non, d'autres ethnies) membre d'un peuple se concevant, ou non, comme une nation, se dotant, ou non, de la structure d'un état. Les sociétés polysegmentaires présentent une telle organisation.
Dans les sociétés claniques celtiques et romaines, il n'y a pas de familles nobles ou non nobles, ce sont les individus et les lignages aînés de chaque clan qui sont considérés comme les plus nobles et qui sont susceptibles d'être élus aux fonctions nobles.

## Europe

### Celtes
Dans les pays d'Europe d'influence celtique, surtout en Écosse et autrefois en Irlande, un clan désigne une famille ou un groupe d'individus ayant des liens de parenté très forts vivant sous la conduite d'un chef particulier, appelé chief ou chieftain. Le terme vient du mot gaélique écossais clannad signifiant famille. Cependant, en Irlande le mot clann en irlandais (gaélique d'Irlande) signifie les enfants d'une famille, et très rarement clan,.

#### Écosse
En Écosse, la plupart des membres d'un même clan portent le même nom, parfois précédé du mot Mac ou Mc (c'est-à-dire « fils de ») : MacDonald ou McDonald, MacGregor, MacKintosh, MacKenzie, MacLeod ou McLeod, etc. (précédé en Irlande du mot O', c'est-à-dire « descendant de » : O'Brien, O'Connor, O'Donnell, etc.). Chaque clan écossais compte également des septs c'est-à-dire des groupes familiaux portant un nom autre que celui du clan, mais appartenant toutefois à celui-ci.
Les clans sont associés notamment à un tartan (des couleurs et un dessin particuliers sur les vêtements traditionnels), une devise et un insigne végétal, à sens souvent magique, porté sur une pique ou au bonnet (tous les MacDonalds portaient la bruyère). Les clans se caractérisaient par la possession collective d'un territoire administré par le chef de clan au bénéfice de tous les membres
Les clans finissent par disparaître à mesure que le mode de vie anglais pénètre dans les Highlands : le gouvernement britannique fait d'ailleurs tout pour les détruire après les rébellions jacobites de 1715 et 1745.
Clans écossais : clan Anderson, clan Arthur, clan Cameron, clan Forbes, clan Houston, clan MacGregor, clan MacKintosh, clan MacKenzie, clan MacLeod, clan Campbell, clan Macfie, clan Donald, clan Lamont, clan MacDonald de Dunnyveg, clan Macdonald de Clanranald, clan MacDougall, clan MacRuari, clan Maclean, clan Ramsay.

#### Irlande
En Irlande, un système de clans moins centralisés s'est développé. Après la Reconquête de l'Irlande par les Tudors au XVIe siècle, le système formel de clan celtique disparaît avec la fuite des chefs héréditaires celtiques aux pays catholiques d'Europe. On ne parle maintenant que poétiquement, par exemple, d'un clann Dalaigh (O'Daly clan en anglais) pour les descendants d'un ancêtre lointain de Dalach. Il y a, cependant, des tentatives de rétablir officiellement le vieil ordre.
Clans irlandais : Cenél nÓenguso, Senchus Fer n-Alban, clan Burke, clan Carthy, clan Cholmáin, clan Doherty, clan Fahy, famille FitzGerald, clan Kennedy, famille O'Connor, clan McQuillan, clan Sweeney, Uí Maine.

### Pologne
Contrairement au clan écossais, le clan polonais ne fait pas référence à la consanguinité et la territorialité, mais à l'appartenance au même groupe de chevaliers.
La documentation conservée de l'histoire sociale en Pologne médiévale n'est pas riche et les recherches de généalogie sont très peu satisfaisantes pour le XIIe, et s'éclipsent au XIe. (A l'exception de celles qui concernent la dynastie régnante des Piast). On sait, par contre, qu'à partir du XIIe – XIVe siècle, tous les membres du clan de chevalerie médiévale polonais partageaient les mêmes emblèmes armoriaux sur l'écu et le cri de guerre. Ce cri, qui servait à rassembler les troupes sous la même bannière lignagère, était aussi la dénomination du clan. Les plus grands clans comprenaient plus de dix branches familiales dispersées dans plusieurs provinces de Pologne. Les noms de ces grands clans étaient dérivés des noms de fiefs ou des surnoms des seigneurs et venaient le plus souvent de la famille la plus riche Ainsi, les armoiries de Doliwa embrassent au XIVe siècle quatre branches en Grande-Pologne, trois en Cujavie et au moins deux branches en Mazovie et la Petite-Pologne, toutes occupant à peu près la même position sociale. Le nombre des membres du clan, leur position sociale et politique différaient beaucoup. A cette époque, le clan englobait des aristocrates et leurs familles à côté des familles moins riches, voire obscures. Les membres les plus fortunés d'un clan étaient liés aux membres les plus pauvres par le principe de solidarité et de protection. Ainsi, le clan nobiliaire en Pologne hérite du lignage aristocratique, mais représente une nouvelle réponse aux besoins de solidarité politique et juridique des gentilshommes, pour lesquels, à côté des liens de sang, on créera des fraternités plus ou moins factices.
Au XVe siècle plus de deux cents clans armoriaux sont mentionnés dans les textes de l'époque.
Avec le temps, la cohérence et la solidarité des clans se relâchèrent, dû à la formation des communautés territoriales de noblesse indépendantes des communautés armoriales. Aussi la multiplication et la dispersion des familles particulières sur le territoire grandissant de l'État contribuèrent à distendre des liens. Sur le nouveau terrain, les familles cherchaient un nouvel appui - tantôt chez les dignitaires locaux ayant des blasons étrangers, tantôt chez les nobles du voisinage. Ce phénomène apparaît au milieu du XVe siècle et l'opposition grandissante entre la masse nobiliaire et les grands seigneurs prouve sans conteste la désintégration des vieilles structures.
La structure de la chevalerie polonaise basée sur les clans naturels servit de modèle à un petit nombre de clans artificiels groupant par exemple les familles de vieille souche prussienne venues en masse en Pologne (le clan de Prus), ou bien des familles bourgeoises anoblies provenant même de villes différentes (le clan de Trąby). Les clans de ce genre occupèrent la même position dans la société chevaleresque polonaise.
Les plus anciens clans de chevalerie polonais sont : Ciołek, Świnka (en), Gryf (en), Doliwa (en), Leliwa (en), Topór (en), Rola, Abdank, Jastrzębiec, Pobóg (pl), Dołęga, Lis, Kościesza (en), Prus (en), Mądrostki (en), Ogończyk (en)

### Belgique
À Bruxelles, du Moyen Âge jusqu'à la Révolution française, il existait sept clans ou Lignages, dont les membres avaient l'exclusivité des postes dirigeants civils, militaires et économiques de la cité.

### Italie, Balkans et Corse
Depuis l'Antiquité, l'organisation politique fondée sur un nombre limité de familles patriciennes, ou gentes', qui existait dans la République romaine, se retrouve dans les villes du Moyen-Âge, notamment dans les républiques italiennes (comme Gênes).
Dans les Balkans, l'héritage illyrien et dace a perduré jusqu'à ce jour au travers de clans chez un grand nombre de Monténégrins, d'Albanais, de Serbes ou de Valaques par exemple.
En Corse le clan désigne l'organisation hiérarchisée à base familiale permettant par un échange de services autrefois militaires puis politiques de s'assurer des avantages de toute nature.
Le terme de clan peut de manière plus élargie renvoyer un groupe éventuellement uni par les liens du sang, généralement dans un sens péjoratif. On parle ainsi des noyaux mafieux dans le sud de l'Italie dans les Balkans, notamment en Albanie, au Monténégro.

### Hongrie
Clan Bóza, clan Szüts

### Islande
- Gođi

### Tchétchénie
- Taïp tchétchène
- Toukkhoum

## Asie

### Indonésie
En Indonésie, certaines populations ont une société organisée en clans. L'exemple le plus connu est celui des Batak de Sumatra du Nord. Dans la société batak un clan, ou marga, regroupe les descendants d'un même ancêtre. Un autre exemple est la société minangkabau dans la province de Sumatra occidental, où les gens portent un nom de suku ou clan. On porte le nom de suku de sa mère. La société minangkabau est en effet matrilinéaire. En pays lampung dans le Sud de Sumatra, on reconnaît officiellement 84 clans liés à un territoire.

## Océanie

### Nouvelle-Calédonie
- Clan kanak

## Amériques
Un cas particulier est celui des populations autochtones amérindiennes ou de certaines populations marrons (descendantes d'esclaves enfuis, comme chez les Ndjukas par exemple, où le clan est également matrilinéaire) les systèmes claniques sont encore en place.
- Clans iroquois
- Clans Lakotas : Oglalas, Brûlés, Sans-Arcs, Hunkpapas, Miniconjous)

## Sources
Cet article comprend des extraits du Dictionnaire Bouillet. Il est possible de supprimer cette indication, si le texte reflète le savoir actuel sur ce thème, si les sources sont citées, s'il satisfait aux exigences linguistiques actuelles et s'il ne contient pas de propos qui vont à l'encontre des règles de neutralité de Wikipédia.